# تجارب الزهري في غواتيمالا

غواتيمالا

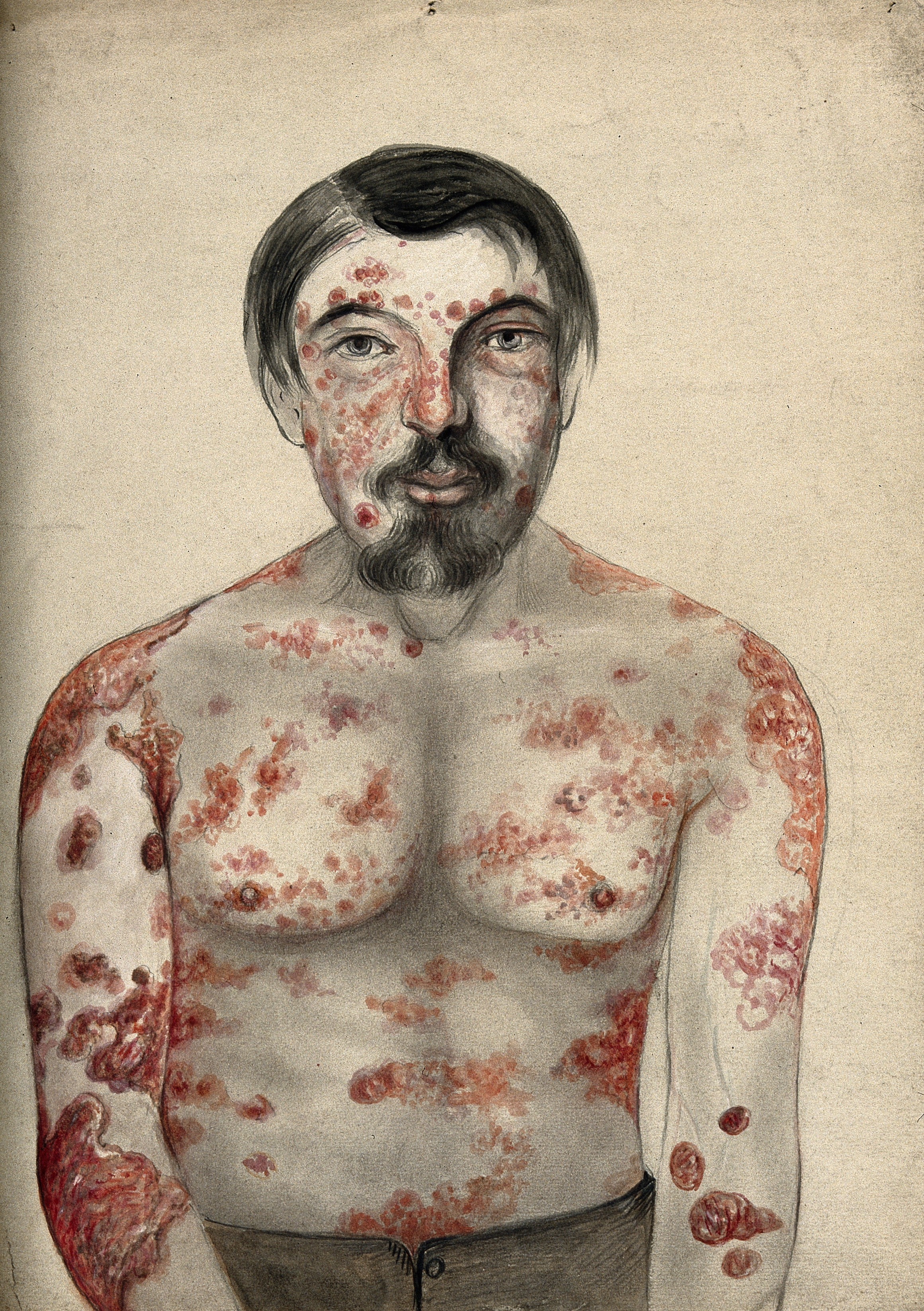
الآفات الجلدية الزهري

تجارب الزهري في غواتيمالا تشير إلى دراسات أُجريت على البشر بقيادة الولايات المتحدة في غواتيمالا من عام 1946 إلى 1948. وقد قاد التجارب الطبيب جون تشارلز كاتلر، الذي شارك لاحقًا في تجربة توسكيجي لمرض الزهري. فتم اصابة الأطباء والجنود والسجناء،والمرضى النفسيينن بمرض الزهري وغيره من الأمراض المنقولة جنسيا، دون موافقة مستنيرة منهم. أسفرت الدراسة عن وقوع 83 حالة وفاة على الأقل. استمرت دراسات الأمصال حتى عام 1953 والتي شملت الفئات السكانية الضعيفة بالإضافة إلى أطفال من المدارس الحكومية ودار الأيتام والبلدات الريفية، على الرغم من أن العدوى المتعمدة للمرضى انتهت بالدراسة الأصلية. في 1 أكتوبر 2010، اعتذر رئيس الولايات المتحدة ووزير الخارجية ووزير الصحة والخدمات الإنسانية رسميًا إلى غواتيمالا عن الانتهاكات الأخلاقية التي حدثت. لكن لم تتخذ الحكومة الأمريكية أي إجراء لتعويض ضحايا هذه الجريمة. أدانت غواتيمالا التجربة باعتبارها جريمة ضد الإنسانية، وتم إطلاق دعوى قضائية.

## تفاصيل الدراسة
تم تمويل الدراسة بمنحة من المعاهد القومية الأمريكية للصحة (NIH) إلى مكتب الصحة للبلدان الأمريكية، وشاركت فيها عدة وزارات حكومية غواتيمالية. وتمت دراسة حوالي 1500 موضوع في البحث، على الرغم من أن النتائج لم تنشر ابداً.
في الوثائق المؤرشفة، اعترف الدكتور توماس باران جونيور، الجراح العام الأمريكي في وقت إجراء التجارب، بأن العمل كان لا يمكن إنجازه محليًا، فكانت التفاصيل مخفية عن المسؤولين الغواتيماليين.
في عام 1948 تم الإعلان رسميًا عن انتهاء الدراسة. وفي المجموع، شارك 1308 شخصًا في هذه الدراسة، ومن هذه المجموعة، تم توثيق ان 678 شخصًا تلقوا شكلاً من أشكال العلاج. وكان هؤلاء الأشخاص من السجناء والجنود والمرضى النفسيين. تراوحت أعمارهم بين 10 و 72 عامًا، على الرغم من أن متوسط أعمارهم كان في العشرينات من العمر. وقد مات ثلاثة وثمانون شخصًا أثناء التجربة.

## الاعتذار والاستجابة
تم اكتشاف المعلومات حول هذه التجارب من قبل الأستاذة سوزان موكوتوف ريفيربي من كلية ويلسلي. عثرت ريفيربي على الوثائق في عام 2005 أثناء بحثها في دراسة توسكيجي لمرض الزهري، في أوراق أرشيف كاتلر. ثم تبادلت النتائج التي توصلت إليها مع المسؤولين في حكومة الولايات المتحدة.
ووصف فرانسيس كولينز، مدير المعاهد الوطنية للصحة، التجارب بأنها «فصل مظلم في تاريخ الطب»، وعلق إن القواعد الحديثة تحظر إجراء أبحاث حول الإنسان دون موافقة مستنيرة.
في أكتوبر 2010، اعتذرت حكومة الولايات المتحدة رسميًا وأعلنت أن انتهاك حقوق الإنسان في هذا البحث الطبي لا يزال يتم إدانته، بغض النظر عن طول الوقت الذي مضى على ارتكاب الجريمة. بعد الاعتذار، طلب باراك أوباما إجراء تحقيق من قبل اللجنة الرئاسية لدراسة القضايا الأخلاقية الحيوية في 24 نوفمبر 2010. وخلصت اللجنة بعد تسعة أشهر إلى أن التجارب «تنطوي على انتهاكات جسيمة للأخلاق حسب معايير اليوم وفهم الباحثين».
اتهم رئيس غواتيمالا ألفارو كولوم الولايات المتحدة بارتكاب «جريمة ضد الإنسانية».

## دعاوى قضائية
دعا نشطاء حقوق الإنسان إلى تعويض عائلات ضحايا هذه الجريمة. لكن لم تتخذ الحكومة الأمريكية أي إجراء لتعويضهم على الرغم من وجود العديد من الدعاوى القضائية.
في مارس 2011، رفع سبعة من المدعين دعوى قضائية ضد الحكومة الفيدرالية للمطالبة بتعويضات عن هذه التجارب. وتجادل الدعوى بأن الولايات المتحدة مذنبة بسبب عدم أخذ الموافقة. طلبت هذه الدعوى بالتعويض المالي نقداً عن الأضرار الطبية وسبل العيش لأن كان معظمهم يعيشون في فقر. فشلت الدعوى عندما حكم قاضٍ أنه لا يمكن اعتبار حكومة الولايات المتحدة مسؤولة عن أفعال ارتكبت خارج الولايات المتحدة.
في أبريل 2015، أقام 774 من المدعين دعوى قضائية ضد جامعة جونز هوبكنز وشركة المستحضرات الصيدلانية بريستول مايرز سكويب ومؤسسة روكفلر التي للحصول على تعويض قدره مليار دولار. وكان الأمل في إمكانية الحصول على تعويض من خلال استهداف المؤسسات الخاصة بدلاً من الحكومة الفيدرالية.